# 盔形辐花
盔形辐花（学名：Lomatogoniopsis galeiformis）为龙胆科辐花属下的一个种。

## 扩展阅读
- 維基物種上的相關：盔形辐花